# Open Quimper Bretagne Occidentale 2018
L'Open Quimper Bretagne Occidentale 2018 è stato un torneo di tennis facente parte della categoria ATP Challenger Tour nell'ambito dell'ATP Challenger Tour 2018. È stata l'8ª edizione del torneo che si è giocato a Quimper in Francia dal 29 gennaio al 4 febbraio 2018 su campi in cemento indoor e aveva un montepremi di 43 000 €+H.

## Partecipanti

### Teste di serie
| Nazionalità          | Giocatore          | Ranking* | Testa di serie |
| -------------------- | ------------------ | -------- | -------------- |
| Grecia               | Stefanos Tsitsipas | 82       | 1              |
| Russia               | Mikhail Youzhny    | 90       | 2              |
| Bosnia ed Erzegovina | Mirza Bašić        | 128      | 3              |
| Germania             | Dustin Brown       | 129      | 4              |
| Francia              | Quentin Halys      | 134      | 5              |
| Slovacchia           | Martin Kližan      | 145      | 6              |
| Bielorussia          | Uladzimir Ignatik  | 146      | 7              |
| Germania             | Yannick Maden      | 149      | 8              |

- Ranking al 15 gennaio 2018.

### Altri partecipanti
I seguenti giocatori hanno ricevuto una wild card per il tabellone principale:
- Elliot Benchetrit
- Evan Furness
- Stefanos Tsitsipas

Il seguente giocatore è entrato in tabellone come special exempt:
- Antoine Hoang

Il seguente giocatore è entrato in tabellone come alternate:
- Jay Clarke

I seguenti giocatori sono passati dalle qualificazioni:
- Grégoire Barrère
- Matteo Donati
- David Guez
- Maxime Janvier

I seguenti giocatori sono entrati in tabellone come lucky loser:
- Jeremy Jahn
- Tristan Lamasine

## Punti e montepremi
| Torneo    | Torneo              | V     | F     | SF    | QF    | 2T  | 1T  | Q | Q2 | Q1 |
| Singolare | Punti               | 80    | 48    | 29    | 15    | 6   | 0   | 3 | –  | –  |
| Singolare | Premi in denaro (€) | 6 190 | 3 650 | 2 160 | 1 260 | 730 | 450 | – | –  | –  |
| Doppio    | Punti               | 80    | 48    | 29    | 15    | –   | 0   | – | –  | –  |
| Doppio    | Premi in denaro (€) | 2 670 | 1 550 | 930   | 550   | –   | 310 | – | –  | –  |

## Campioni

### Singolare
Quentin Halys ha sconfitto in finale  Alexey Vatutin con il punteggio di 6–3, 7–6(1).

### Doppio
Ken Skupski /  Neal Skupski hanno sconfitto in finale  Sander Gillé /  Joran Vliegen con il punteggio di 6–3, 3–6, [10–7].